# 博杜阿卡利縣
博杜阿卡利縣是孟加拉國巴里薩爾專區的一個縣，位於該國南部，東臨代杜利亞河，南臨恆河口。面積3,220.15平方公里。2001年人口1,460,781人。
下分七個鄉。